# ツィンメルベルクトンネル
ツィンメルベルクトンネル（Zimmerbergtunnel）は、スイスにある全長1984メートルの単線鉄道トンネルである。チューリッヒ州ホルゲン（Horgen）に所在する。

## 概要
トンネルはスイス北東鉄道 (NOB: Schweizerische Nordostbahn) により、チューリッヒからタルヴィル（Thalwil）を通りツーク（Zug）、さらにゴッタルド鉄道 (GB: Gotthardbahn) への路線の一部として1897年6月1日に開通した。現在はスイス連邦鉄道（スイス国鉄）の路線の一部となっている。チューリッヒからの線路はホルゲン・オーベルドルフ駅（Horgen Oberdorf）まで複線で、トンネルの東口で単線となる。トンネル西口を出ると、ジール川（Sihl）と交差してジールブラッグ駅（Sihlbrugg）でジールタル鉄道 (Sihltalbahn) と接続する。駅を出るとまもなくアルビストンネル（Albistunnel）となる。
ツィンメルベルクトンネルとアルビストンネルは、チューリッヒとツークの間のボトルネックとなっている。単線区間と13パーミルの勾配というボトルネックを解消するためにツィンメルベルクベーストンネルが計画されている。計画は2段階に分かれており、最初のチューリッヒ - タルヴィル間はバーン2000計画の一環として完成した。第2段階のタルヴィル - リッティ（Litti）間はアルプトランジット計画の一環として建設される予定となっているが、資金上の問題から延期されて完成予定は未定となっている。